# Гамове
Га́мове — село в Україні, у Степівській сільській громаді Миколаївського району Миколаївської області. Населення становить 172 особи.

## Символіка
Затверджена 22 серпня 2023р. рiшенням №10 сесії сільської ради. Автори - І.Д.Янушкевич, В.Дробний, Д.Моргунов.

### Герб
Щит поділений перекинуто-вилоподібно. У лазуровому полі золотий кам'яний хрест з широкими раменами, який виникає з-під нахиленої під вітром зеленої ковили. У червоному полі золотий жайвір, який сидить на срібній вапняковій горі, покритій зеленою травою. У срібному полі червона квітка рицини із зеленим листям, яка виникає з-під нижнього краю щита.

### Прапор
Квадратне полотнище поділене вертикально на два рівновеликих поля - лазуровє і червоне. Від нижнього краю виходить біла горизонтальна смуга в 1/3 ширини прапора, на якій стилізований геометричний орнамент із червоних і зелених трикутників, що межують між собою горизонтальним поділом.